# Prachinburi FC
Der Prachinburi FC ist ein Fußballverein aus Prachinburi, Thailand. Der Verein spielt in der Thai Premier League Division 1. Seine Heimspiele trägt er im Zentralstadion von Prachinburi aus.

## Vereinsgeschichte
Gegründet wurde der Verein im Jahr 2005. In der Saison 2007 belegte der Klub Platz drei zu Ende der Saison und verpasste damit knapp den Aufstieg in die Thailand Division 1 League, der zweithöchsten Spielklasse des Landes. Ein Jahr später konnte der Aufstieg dann aber gefeiert werden. Der Klub beendete die Saison als Tabellenerster und Meister der Gruppe A und stieg damit in die Zweite Liga auf. Als Aufsteiger schlägt sich der Verein beachtlich und hat mit dem Abstieg nichts zu tun.

## Vereinserfolge

### National
- Thailand Division 2 League

Meister und Aufsteiger 2008